# Melittosmithia subtilis
Melittosmithia subtilis är en biart som beskrevs av Cockerell 1926. Melittosmithia subtilis ingår i släktet Melittosmithia och familjen korttungebin. Inga underarter finns listade i Catalogue of Life.

## Bildgalleri

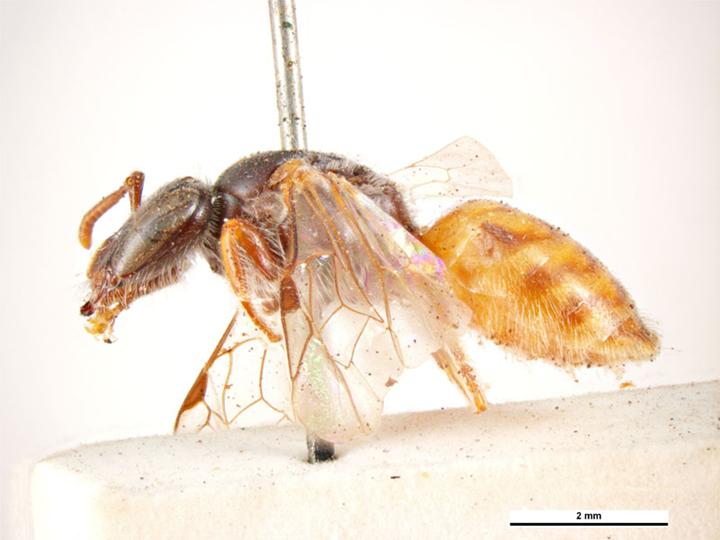